# Girl, Positive
Girl, Positive é um filme estadunidense de 2007 estrelado por Andrea Bowen e Jennie Garth.

## Sinopse
Rachel Sandler (Andrea Bowen), uma estudante do Ensino Médio, parece ter uma vida que a maioria das adolescentes invejam: um namorado firme, os melhores amigos, e uma jogadora de futebol brilhante. Em seu último ano escolar, se preparando para a faculdade, Rachel tenta se livrar das preocupações, e ser mais livre como muitas garotas da sua idade. Mas, seu mundo desaba quando ela descobre que Jason Bartlett (Erik von Detten),  - sua paixão - e o astro do futebol da escola morto num acidente de carro, há pouco tempo, era portador de HIV positivo e usuário de drogas. Então, Rachel procura imediatamente uma clínica de AIDS para fazer o teste rápido, quando infelizmente descobre que também contraiu a doença. Totalmente desolada, Rachel busca ajuda com a professora substituta, Sarah (Jennie Garth) que também é portadora da doença e tenta levar uma vida bastante secreta. Ambas, tentam manter seus segredos, mas quando Rachel conta para o seu namorado Gregg (Eva Gamble), os rumores começam a correr por toda a escola, fazendo com que os alunos  a evitassem. Mas, o seu amigo Mark Bartlett (Andrew Matthews) irmão de Jason, e sua única paixão, tenta de tudo para ajudá-la e mostrar para a escola e sua mãe, que seu irmão não era tão perfeito quanto todos achavam. Todos na escola ficam preocupados, e também resolvem fazer o teste de HIV, inclusive Lindey (Laura Wiggins) melhor amiga de Rachel.

## Elenco
- Andrea Bowen - Rachel Sandler
- Jennie Garth - Sarah
- Andrew Matthews — Mark Bartlett
- Eva Gamble — Gregg
- Nathan Anderson —  Professor Tim
- Erik von Detten — Jason Bartlett
- Laura Wiggins — Lindsey
- Rhoda Griffis — Mãe de Rachel